# Herzenzym

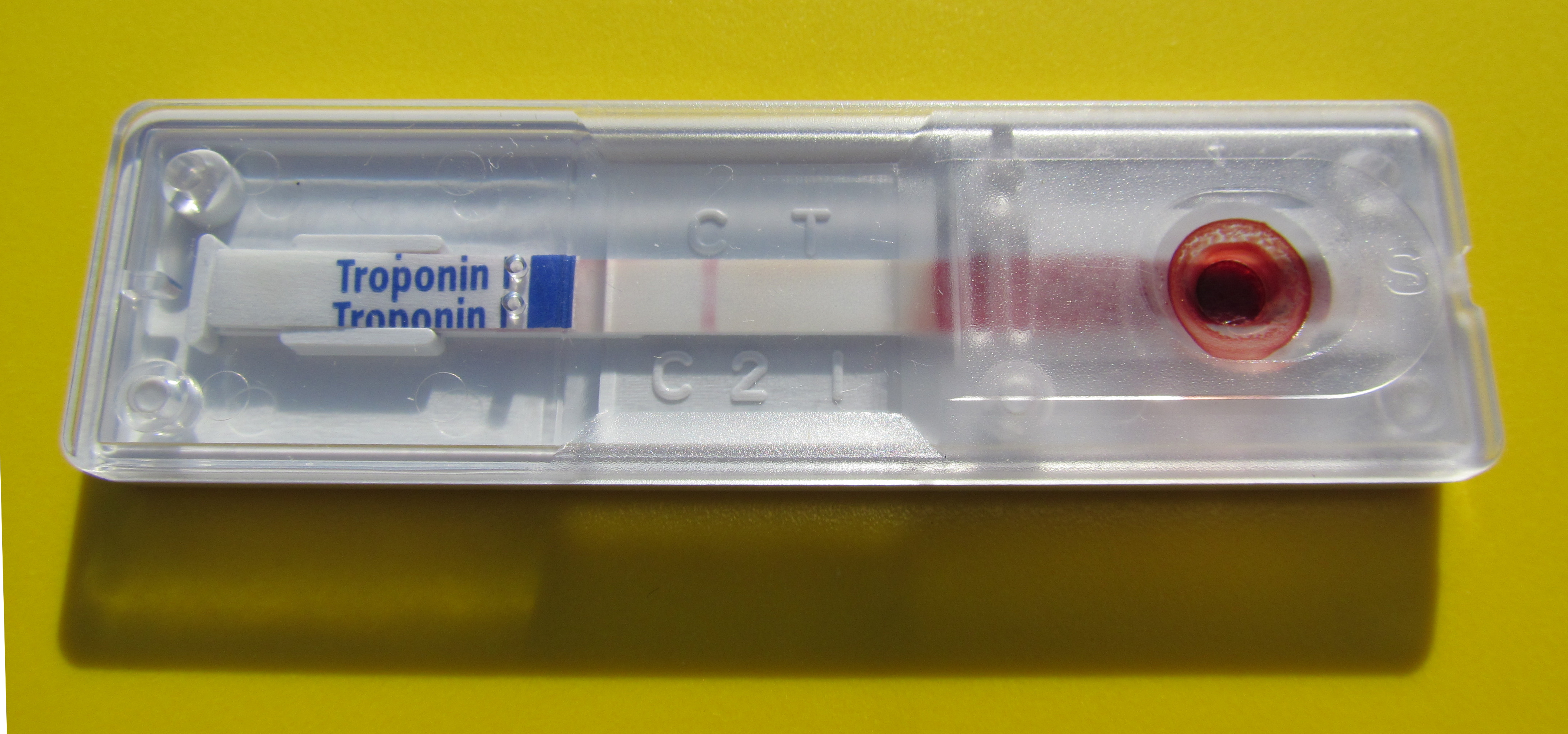
Troponintest als POC-Diagnostik z. B. in der Arztpraxis

Sogenannte Herzenzyme oder kardiale Nekrosemarker sind in der Laboratoriumsmedizin bestimmte Proteine, meist Enzyme, deren erhöhte Konzentration im Blut eine Schädigung des Herzmuskels, zum Beispiel im Rahmen eines Herzinfarktes oder akuten Koronarsyndroms, anzeigen können.
Am spezifischsten und am schnellsten ansteigend ist das kardiale Troponin. Troponine sind Calcium, Actin oder Tropomyosin bindende Proteinkomplexe und keine Enzyme, da sie keine chemische Reaktion katalysieren, sondern zum kontraktilen Teil der Muskulatur gehören.
Weniger spezifisch und langsamer ansteigend sind Myoglobin (welches ebenfalls kein Enzym ist), Kreatinkinase (CK mit der herzspezifischen Unterfraktion CK-MB), Glutamat-Oxalacetat-Transaminase (GOT) und Lactat-Dehydrogenase (LDH).